# Miroslav Táborský
Miroslav Táborský, né à Prague, le 9 novembre 1959, est un acteur tchèque.

## Biographie
D'origine tchécoslovaque, Miroslav Táborský se forme auprès de l’Académie tchèque des arts de la scène. Il est surtout connu de la critique internationale pour avoir joué le Comte Hasimir Fenring dans la mini-série télévisée Dune et le meunier dans Les Frères Grimm.

## Filmographie (partielle)

### Télévision
- 1987 : Prízrak, téléfilm de Dusan Klein : Karel[1]
- 1988 : Zlý vek, téléfilm d’Eva Sadková
- 1991 - 1992 : Dobrodruzství kriminalistiky, série télévisée d’Antonín Moskalyk (deux épisodes) : Bailiff / Jacek Nowacki[1]
- 1994 : Historky od krbu, téléfilm d’Ondřej Trojan : rôle principal[1]
- 1997 : Motel Anathema, série télévisée de Jirí Kos : croque-mort[1]
- 1999 : The Scarlet Pimpernel, série télévisée, un épisode de Patrick Lau : Gerbier[1]
- 2000 : Dune, mini-série télévisée de John Harrison : Comte Hasimir Fenring
- 2000 : Prípady detektivní kanceláre Ostrozrak, série télévisée de Karel Smyczek, quatre épisodes : Tom Lomal[1]
- 2001 : Rats : L'invasion commence (Ratten - sie werden dich kriegen!), téléfilm de Jörg Lühdorff : Honza[1]
- 2001 : To jsem z toho jelen, mini-série télévisée de Karel Smyczek (dans les six épisodes)[1]
- 2001 : Hanna - Wo bist Du?, téléfilm de Ben Verbong : pasteur
- 2003 : Les Enfants de Dune (Children of Dune), mini-série télévisée de Greg Yaitanes : lieutenant Fremen[1]
- 2003 : Nemocnice na kraji mesta po dvaceti letech, série télévisée de Hynek Bočan (six épisodes) : Chalupa, journaliste[1]
- 2004 : Rats 2 : L'Invasion finale, téléfilm de Jörg Lühdorff : Honza[1]
- 2004 : In nomine patris, téléfilm de Jaromír Polisenský : Marek, barbier[1]
- 2004 : Místo nahore, série télévisée de Karel Smyczek (les 13 épisodes) : Jaroslav Lukes[1]
- 2004 : I ve smrti sami, série télévisée de Dusan Klein (les trois épisodes) : Emil Borghausen[1]
- 2006 - 2008 : Místo v zivote, série télévisée de Jirí Chlumský (les trente épisodes) : Jaroslav Lukes[1]
- 2008 - 2009 : Trapasy, série télévisée de David Sís, Igor Chaun, Milos Zábranský et Jitka Nemcová (cinq épisodes) : Policier / Petiska / Professeur Bedrich Zlatuska[1]
- 2010 - 2011 : Cukrárna, série télévisée de Dusan Klein (six épisodes)
- 2011 - 2013 : Borgia, série télévisée de Tom Fontana (11 épisodes) : Gianbattista Orsini[1]
- 2014 - 2015 : Vinari, série télévisée de Vojtech Moravec, Martin Kopp, Petr Nikolaev et Dan Wlodarczyk (18 épisodes) : Jan Fuksa[1]
- 2014 - 2017 : Mazalové, série télévisée de Borivoj Horínek et Biser A. Arichtev (26 épisodes) : miroir magique Léopold[1]
- 2019 : Autopsie d'un meurtre (Vodník), mini-série télévisée de Viktor Tauš : Krystof Trebovický[1]
- 2021 : Hvezdy nad hlavou, série télévisée de Martin Kopp, David Lanka et Martin Müller (16 épisodes) : Karel Snop[1]
- 2021 : Les Mystères de Prague (Zločiny Velké Prahy) de Jaroslav Brabec : commissaire en chef

### Cinéma
- 1986 : Heroes Sleep Quietly, court-métrage de Jasmin Dizdar : le dentiste[1]
- 1989 : Svedski aranzman, de Zoran Gospic : Borík Mach, collègue de Valek[1]
- 1991 : Tankový prapor (en), de Vít Olmer : caporal Plíhal[1]
- 1994 : Nexus 2.431, de José María Forqué : Burín[1]
- 1995 : My Mother's Courage, de Michael Verhoeven : Coiffeur[1]
- 1996 : Das Zauberbuch, de Václav Vorlíček : Ohnivec[1]
- 1996 : Kolja, de Jan Svěrák : Novotny
- 1997 : Blanche-Neige : Le Plus Horrible des contes, de Michael Cohn : Gustav
- 1998 : Les Misérables, de Bille August : un gendarme[1]
- 1998 : La Fille de tes rêves, de Fernando Trueba : Václav Passer
- 2001 : Tmavomodrý svět, de Jan Svěrák : Houf
- 2002 : Je brûle dans le vent (Brucio nel vento), de Silvio Soldini : un clerc qui prend note[1]
- 2003 : Das siebte Foto, de Jörg Lühdorff : Jan[1]
- 2004 : Sex Trip (Eurotrip) de Jeff Schaffer : garçon de chambre à l'hôtel Opulent[1]
- 2005 : Les Frères Grimm (The Brothers Grimm), de Terry Gilliam : le meunier
- 2005 : Hostel, d’Eli Roth : un policier bienveillant
- 2006 : Le Dernier Train, de Joseph Vilsmaier et Dana Vávrová : lieutenant Hartz[1]
- 2007 : Les Bouteilles consignées (Vratné lahve), de Jan Sverák : sous-chef[1]
- 2007 : Crash Road, de Krystof Hanzlík : Cesták[1]
- 2008 : Histoire de Chèvre (Kozí příběh), de Jan Tománek : voix du prêtre Ignace[1]
- 2009 : Diabolique (Normal) de Julius Ševčík : Klein[1]
- 2012 : Goat Story 2 (Kozi pribeh se syrem), de Jan Tománek : voix[1]
- 2012 : L'Homme qui rit, de Jean-Pierre Améris : Nino Saint-Jean[1]
- 2017 : N'oublie pas que je t'aime (Miluji te modre), de Milos Smídmajer : directeur de galerie d'art[1]
- 2017 : Po strništi bos (en), de Jan Svěrák : Košťál

## Théâtre
- 1997 : Jindřich, dans Konec masopustu de Josef Topol, Divadlo v Dlouhé (Prague), mise en scène de Hana Burešová

## Distinctions
Il reçoit le Prix Alfréd-Radok au théâtre en 1997 pour le rôle de Jindřich dans Konec masopustu de Josef Topol, puis le Prix Goya du meilleur espoir masculin au cinéma en 1999 pour son interprétation de Václav Passer dans La Fille de tes rêves.